# Nigel Bond
Nigel Bond (Darley Dale, 15 de noviembre de 1965) es un jugador de snooker inglés, ya retirado del circuito profesional.

## Biografía
Nació en la localidad inglesa de Darley Dale en 1965. Fue jugador profesional de snooker entre 1989 y 2022. Se proclamó campeón de un único torneo de ranking, el Abierto Británico de 1996, en cuya final derrotó a John Higgins (9-8). Fue, asimismo, subcampeón del Grand Prix de 1990 (5-10 ante Stephen Hendry), del Campeonato Mundial de Snooker de 1995 (9-18, también frente a Hendry), del Clásico de Tailandia de ese mismo año (6-9 contra John Parrott) y del Abierto de Tailandia de 1997 (7-9 ante Peter Ebdon). No logró, sin embargo, hilar ninguna tacada máxima, y la más alta de su carrera se quedó en 140.